# Lukas Schröder
Lukas Schröder (* 1. Juli 1986 in Wien) ist ein österreichischer Handballspieler.

## Karriere
Der gebürtige Wiener begann seine aktive Profi-Karriere 2005 bei der SG Handball West Wien. Davor war er bereits für Union West Wien in diversen Jugendligen aktiv. Mit Saison 2009/10 wechselte der 1,89 Meter große Kreisspieler für ein Jahr zum UHC Tulln, ehe er wieder zurück nach Wien wechselte. Neben seiner handballerischen Karriere schloss er eine Ausbildung zum Medizinischen Masseur ab. Seit der Saison 2013/14 steht Schröder nicht mehr im Kader der SG Handball West Wien.